# Fammi fuori
Fammi fuori è un singolo di Annalisa Minetti pubblicato nel 2006.
Il testo del singolo è stato scritto dalla stessa Annalisa Minetti insieme a Stefano Borgia mentre la musica è stata scritta solo da quest'ultimo.

## Tracce
1. Fammi fuori – 2:40 (testo: Annalisa Minetti, Stefano Borgia – musica: Stefano Borgia)